# عدد بروث
عدد بروث في نظرية الأعداد تم تسميته تيمنًا باسم الرياضي الفرنسي فرانسوا بروث وهو عدد علي صيغة:
{\displaystyle k\cdot 2^{n}+1}
حيث {\displaystyle k} هو عدد صحيح فردي موجب و {\displaystyle n} هو عدد صحيح موجب بحيث {\displaystyle 2^{n}>k}.
وبدون هذا الشرط الأخير {\displaystyle 2^{n}>k} فأن كل الأعداد الفردية الصحيح الأكبر من الواحد ستكون من أعداد بروث.
وكمثال علي أعداد بروث فأول مجموعة أعداد بروث هي :
3, 5, 9, 13, 17, 25, 33, 41, 49, 57, 65, 81, 97, 113, 129, 145, 161, 177, 193, 209, 225, 241, إلخ.
كما أن عدد فيرما (22n+1) وعدد كولن (n·2n+1) تُعتبر حالة خاصة من عدد بروث.

## أعداد بروث الأولية
أعداد بروث الأولية هي :
3, 5, 13, 17, 41, 97, 113, 193, 241, 257, 353, 449, 577, 641, 673, 769, 929, 1153, 1217, 1409, 1601, 2113, 2689, 2753, 3137, 3329, 3457, 4481, 4993, 6529, 7297, 7681, 7937, 9473, 9601, 9857.
ويمكن اختبار أولية أعداد بروث بواسطة مبرهنة بروث التي تنص علي أن عدد بروث {\displaystyle p} هو عدد أولي إذا كان وفقط {\displaystyle a} عددًا صحيحًا للآتي:
{\displaystyle a^{\frac {p-1}{2}}\equiv -1\ {\pmod {p}}}
وأكبر عدد بروث أولي معروف كان في عام 2010 هو {\displaystyle 19249\cdot 2^{13018586}+1}.
وتم اكتشافه بواسطة كونستانين أجافونوف في مشروع حوسبة موزعة تم الإعلان عنه في 5 مايو 2007، وهو أيضًا أكبر عدد ميرسين أولي تم اكتشافه.